# Jakob Emanuel Handmann

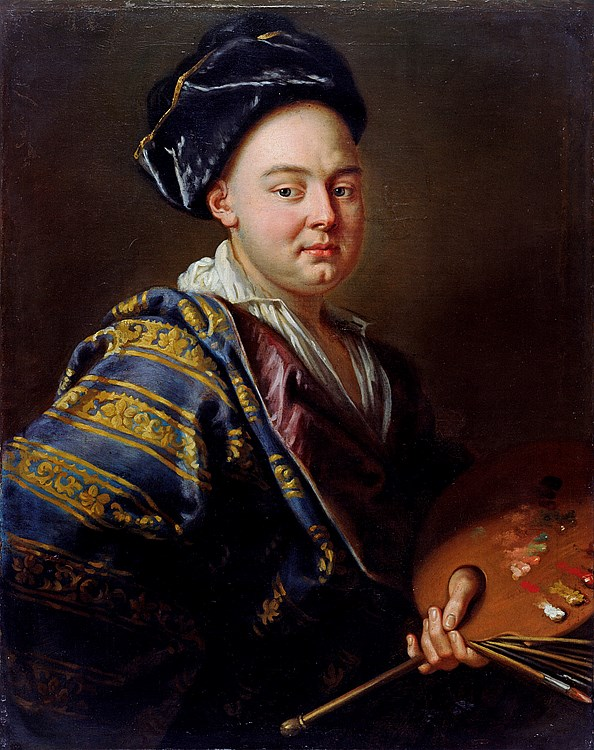
Autorretrato

Jakob Emanuel Handmann (1718-1781) foi um pintor nascido em Basileia especializado em autorretratos.